# 北海道大学植物園
北海道大学植物園（ほっかいどうだいがくしょくぶつえん）は、北海道大学が運営する大学植物園・大学博物館である。札幌農学校時代の1886年に開園した。植物学の教育・研究を目的に設置され、絶滅危惧植物の保全にも取り組む一方、広く一般にも開放されている。

## 概要
- 総面積：13万3千m2
- 園長：藤野介延[3]
- アクセス：札幌駅（JR・地下鉄）、大通駅・西11丁目駅（地下鉄）、西8丁目駅（市電）よりそれぞれ徒歩約10分[4][5]
- 夏期[6]入園料：高校生以上:420円、中学生・小学生:300円。
- 冬期[7]入園料：小学生以上:120円。
  - 北海道大学の学生・教職員は時期によらず無料[8]
- 休園日 : 月曜日（祝日の場合はその翌日）、冬期の日曜日・祝日、年末年始

（以上、いずれも2023年10月現在）
かつては北海道大学農学部の附属施設（農学部附属植物園、農学部博物館）であったが、2001年の北方生物圏フィールド科学センター発足に伴い、同センターの耕地圏ステーションを形成する施設として位置付けられることとなった。このような経緯から、北海道大学の公式サイトでは、旧農学部附属植物園を「植物園部門」、旧農学部博物館を「博物館部門」に便宜的に区分している。

## 植物園部門
植物園部門の歴史は、北海道大学の前身である札幌農学校のW.S.クラーク初代教頭が、開拓使に対し「植物学および園芸学の教育のためには植物園が必要である」と提言したことにより発する。札幌農学校卒業生の植物学者宮部金吾が計画・立案し、1886年に開園した。宮部はハーバード大学留学から帰国後、1900年に初代園長として就任した。近代的植物園として日本で初めて造られ、日本で2番目に古い植物園とされる。
かつての札幌市中心部には、豊平川が形成した扇状地の末端付近に多数の湧水池が存在していた。そんな泉の一つを中心として設計された場内である。ハルニレやエゾヤマザクラなど北海道に特有の植物が数多く植えられており、北海道開拓以前の原生林が再現されたエリアもある。さらにアイヌやウィルタ、ニヴフなど北方の先住民族が医療や食用等、生活に用いた植物を栽培する「北方民族植物標本園」や、研究に使うエンレイソウの実験園と、学問に関係ある植物を植えたエリアや、ライラック並木やカナダの植物が植えられたカナディアン・ロック・ガーデンやバラ園、アメリカ産の芝を使った広いローンもある。ハーバード大学の植物園より移植されたアメリカの樹木が数多く植えられている。

## 博物館部門
博物館部門は、1877年、現在の偕楽園付近に設置された開拓使札幌仮博物場を母体とする。同博物場の展示品は1882年に現在地に移転し、現在も残る博物館本館が建設される。その後1884年に札幌農学校に移管され、1999年の北海道大学総合博物館発足後も同館とは別組織のまま現在に至る。博物館部門は博物館法上の博物館相当施設に位置づけられ、大学の施設であると同時に社会教育の場としても機能している。
現在、植物園内にはアイヌ民族の研究に生涯をささげたジョン・バチェラー博士の記念館など各種の博物館がある。北海道開拓使が作り札幌農学校へ移管された博物館（本館）には、北海道の生物の剥製や、縄文時代から北海道特有の続縄文時代、擦文時代にかけての土器などが展示されている。南極越冬で知られる樺太犬タロの剥製も保存・展示されている。
他にはアイヌについて展示した「北方民族資料館」や、札幌農学校教授で植物学者の宮部金吾を記念した「宮部金吾記念館」もある。正門側にある門衛所も貴重なものである。博物館、博物館事務所等は重要文化財に指定されており、多くの市民や観光客が来訪する。

### 重要文化財

#### 博物館本館
1882年竣工、旧札幌博物場の展示室。
概要
博物館本館は、1882年、北海道開拓使が札幌博物場として建てた建物で、1884年札幌農学校に移管された。1885年2月に開拓使が廃止され三県が置かれたため、札幌博物場は開拓使最後の建築となった。
意匠の特徴
外観のやや華やいだ作風が開拓使本庁の洋風建築とは異なる。中心部を２階建て本屋とし、その左右に一階下屋を付加した構成となっており、バシリカ型のキリスト教教会堂をなぞった外観となっている。下見板壁にハーフティンバー風の化粧材を加えたスティック・スタイルのデザインである。切妻上部や入口上部の柱の持ち送りの上には開拓使の「五稜星マーク」が透かし彫りされている。建築以来の機能を変えていない点でわが国ではもっとも古い博物館である。また設備品も展示ケースなど、当初のものが保存され、現在も利用されている。建物、設備品、設計図が保存されている貴重な建築物である。
所管
1884年に札幌農学校に移管。
主な改修
- 1907年　2階床梁補強。
- 1932年　2階梁の取り換えを含む大規模な修築。
- 1941年　皇族来訪に合わせ、便所増築。
- 1965年　西下屋に土庇増築。
- 1991年　「保存修理工事及び周辺整備工事着工」構造補強実施。
- 1996年　「保存修理工事及び周辺整備工事」竣工。

#### 博物館旧事務所
1901年竣工。

#### 収蔵庫
1885年竣工。

#### 旧札幌農学校教室付属便所
1903年竣工。

#### 門衛所
1911年竣工。

### 登録有形文化財

#### バチェラー記念館
1898年竣工。旧J.バチェラー邸。

#### 宮部金吾記念館
1901年竣工。旧札幌農学校植物学教室。

### その他

#### 博物館鳥舎
1924年竣工。

#### 北方民族資料室

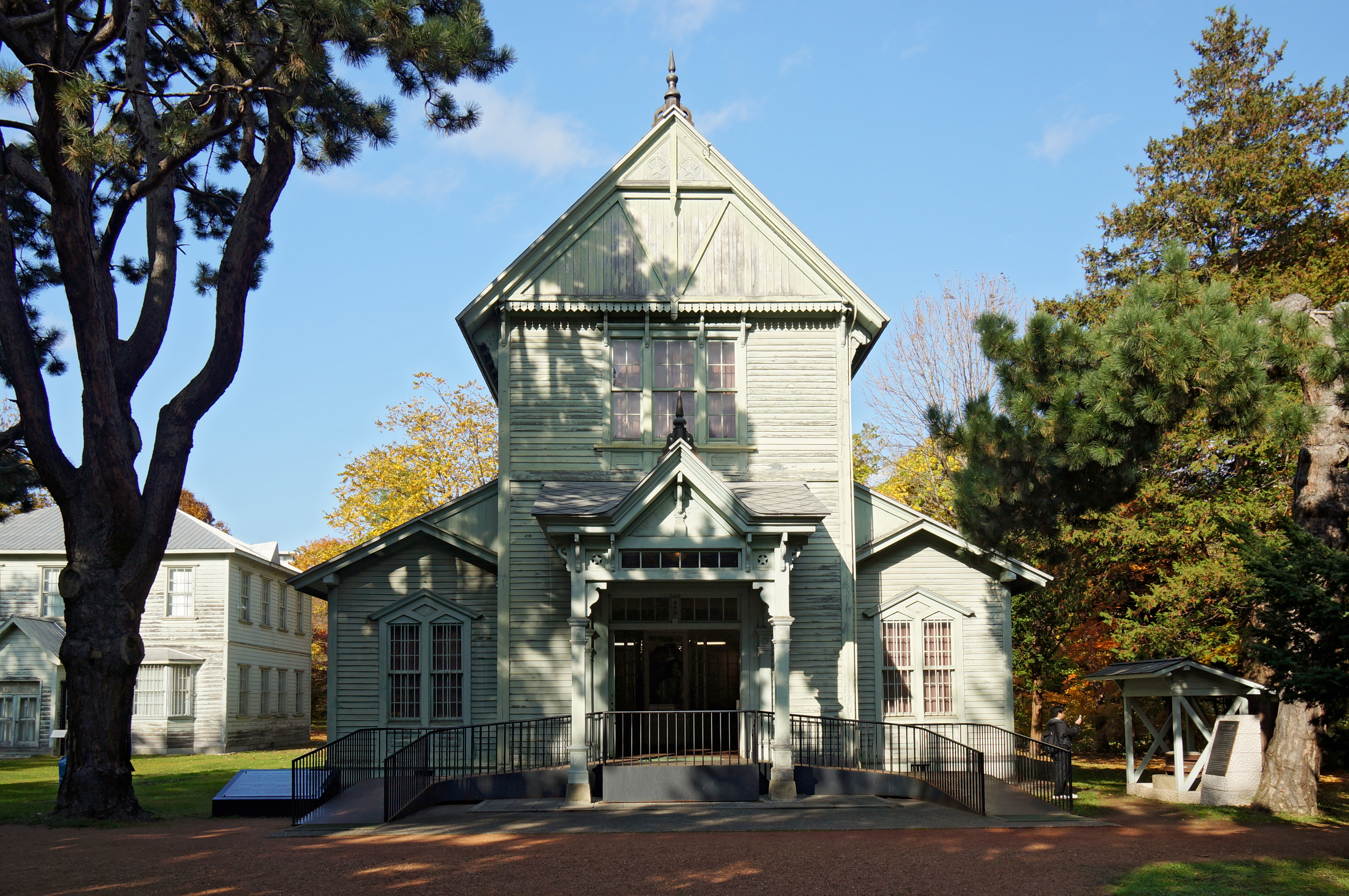
博物館本館（重要文化財）
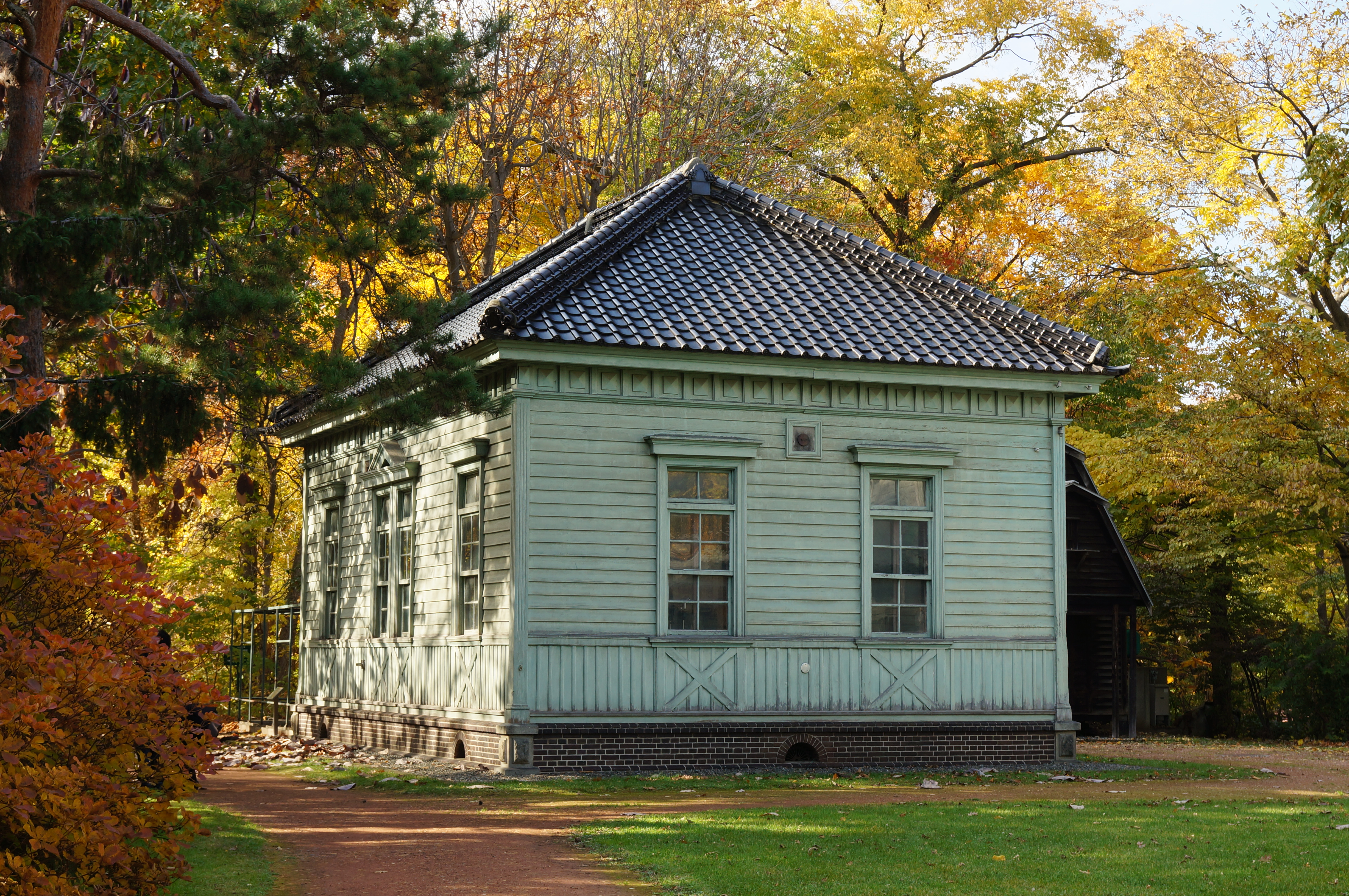
博物館旧事務所（重要文化財）
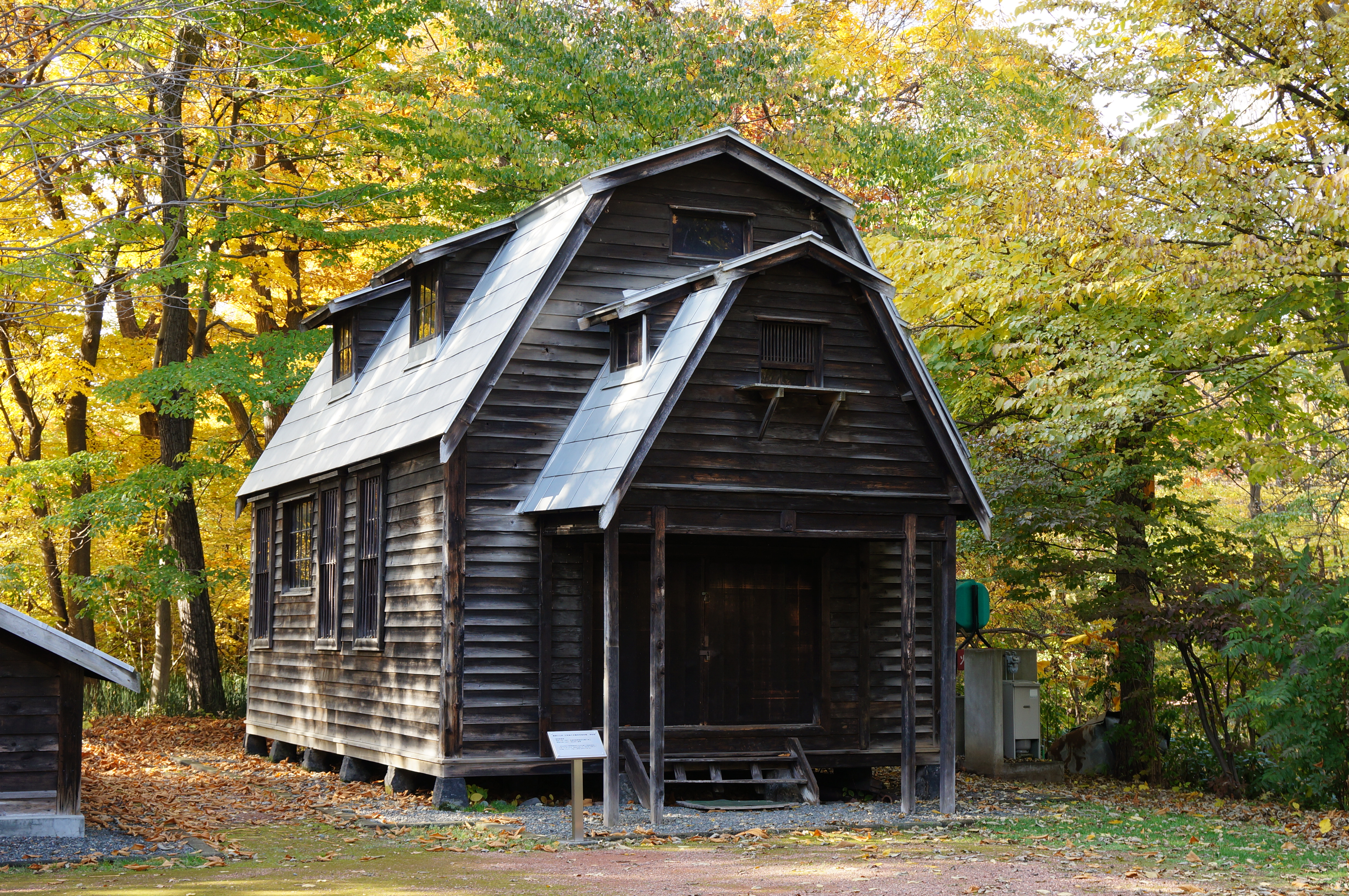
収蔵庫（重要文化財）
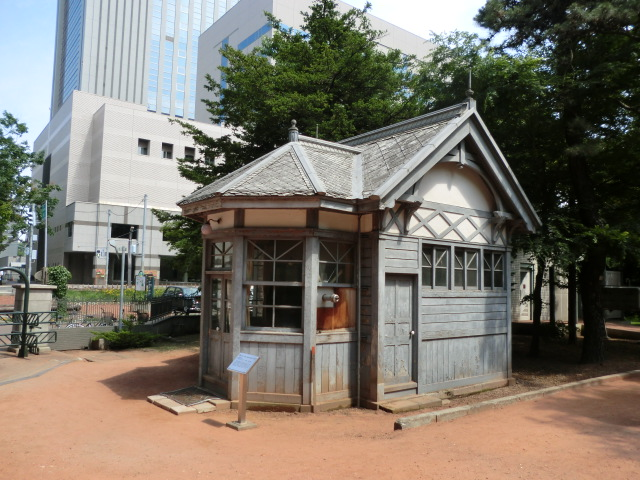
門衛所（重要文化財）
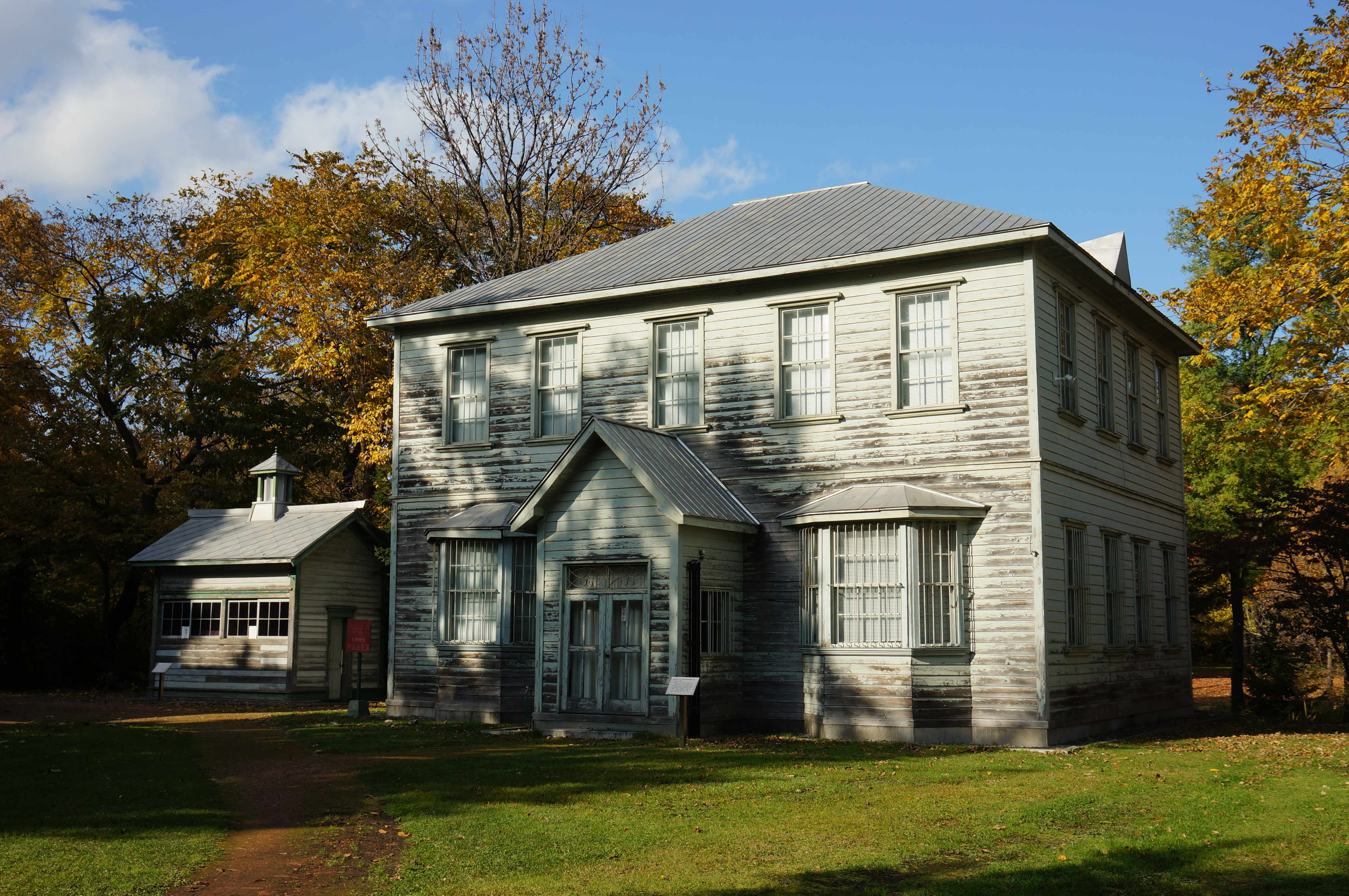
バチェラー記念館(登録有形文化財)
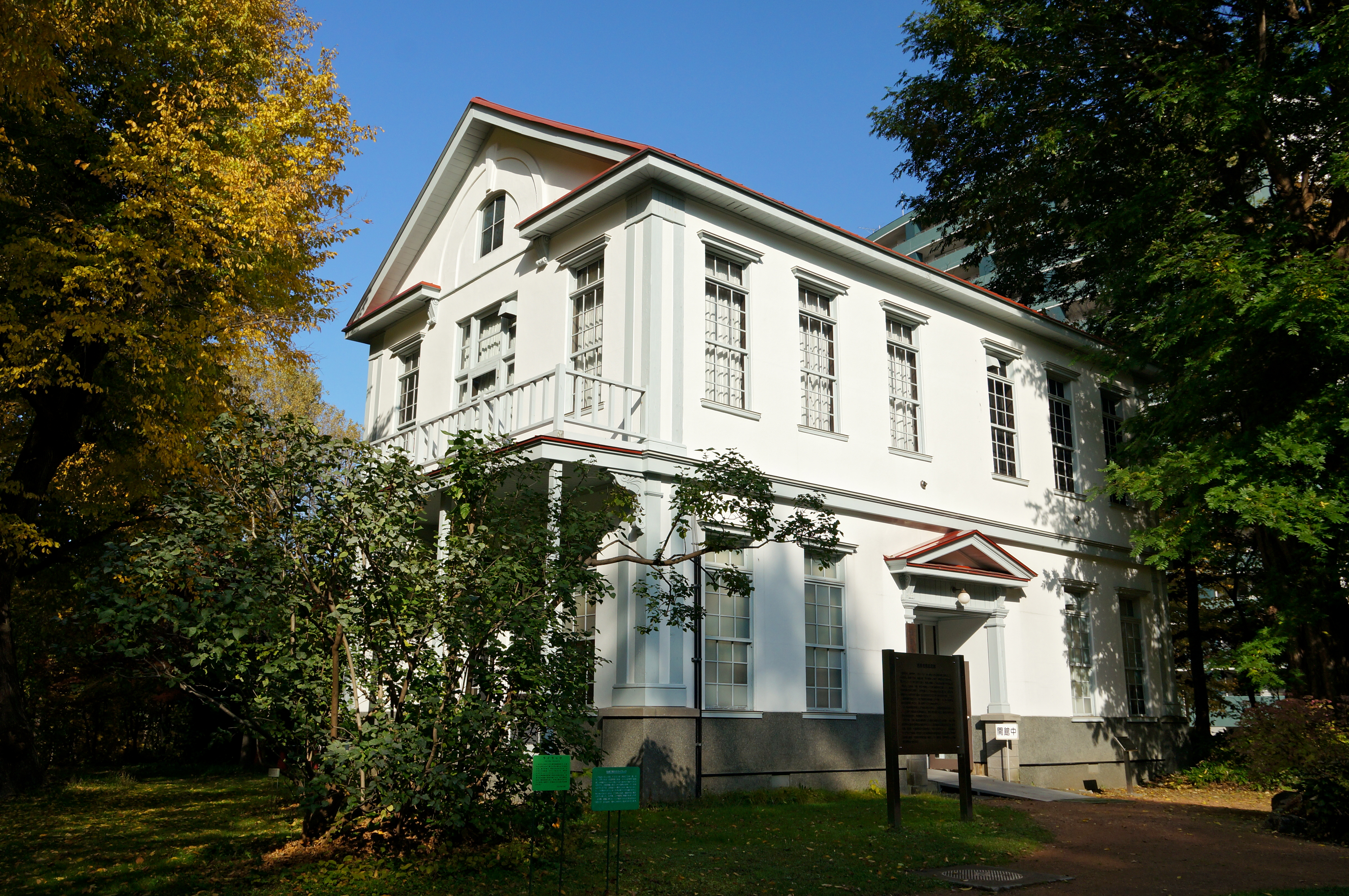
宮部金吾記念館(登録有形文化財)

## 歴史
- 1876年 - 温室のみ建設。
- 1877年 - 樹木園・寄宿舎の付近に灌木園が完成。
- 1886年 - 植物園が創設。
- 1900年 - 官制化される。

## ギャラリー

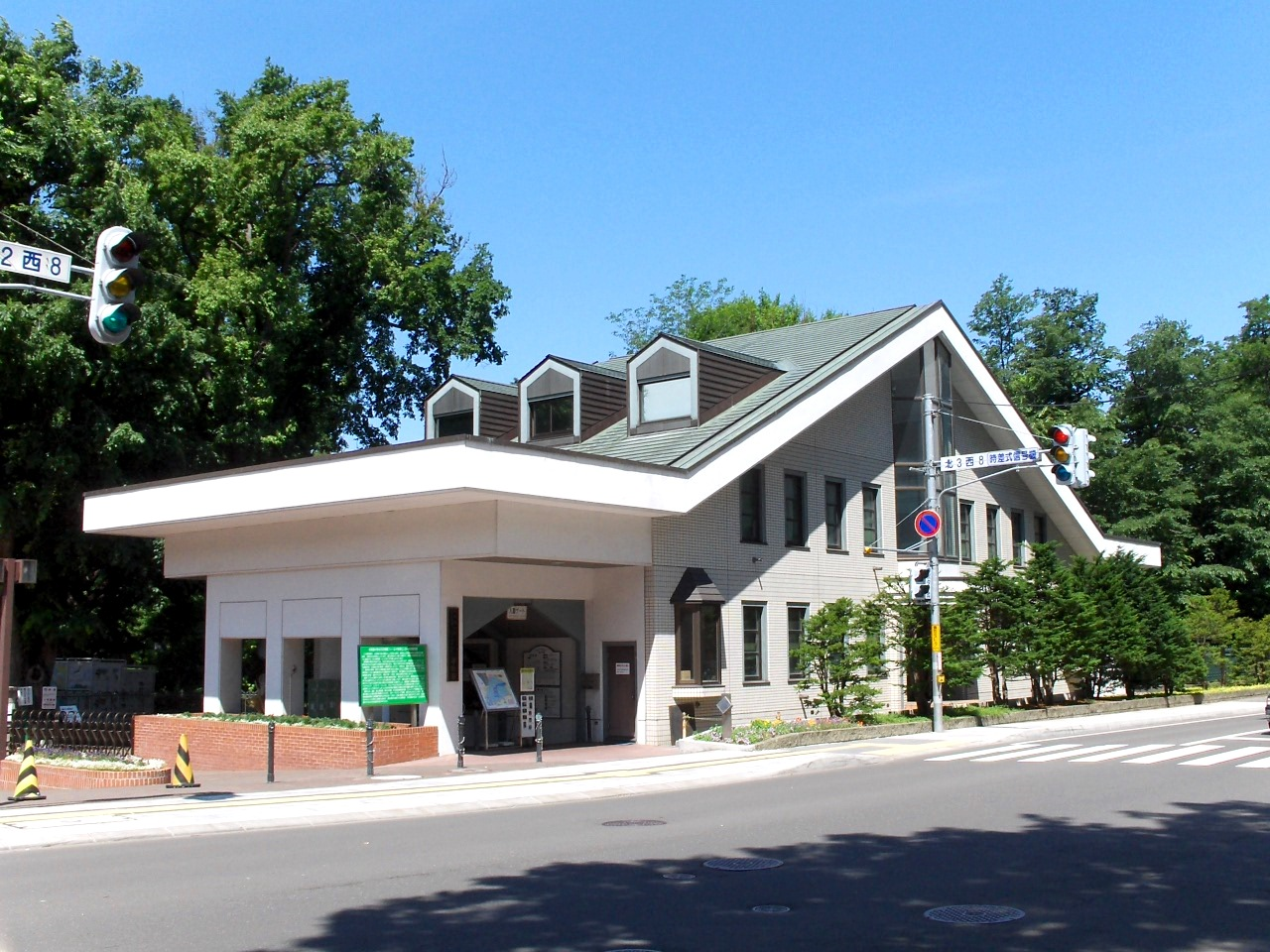
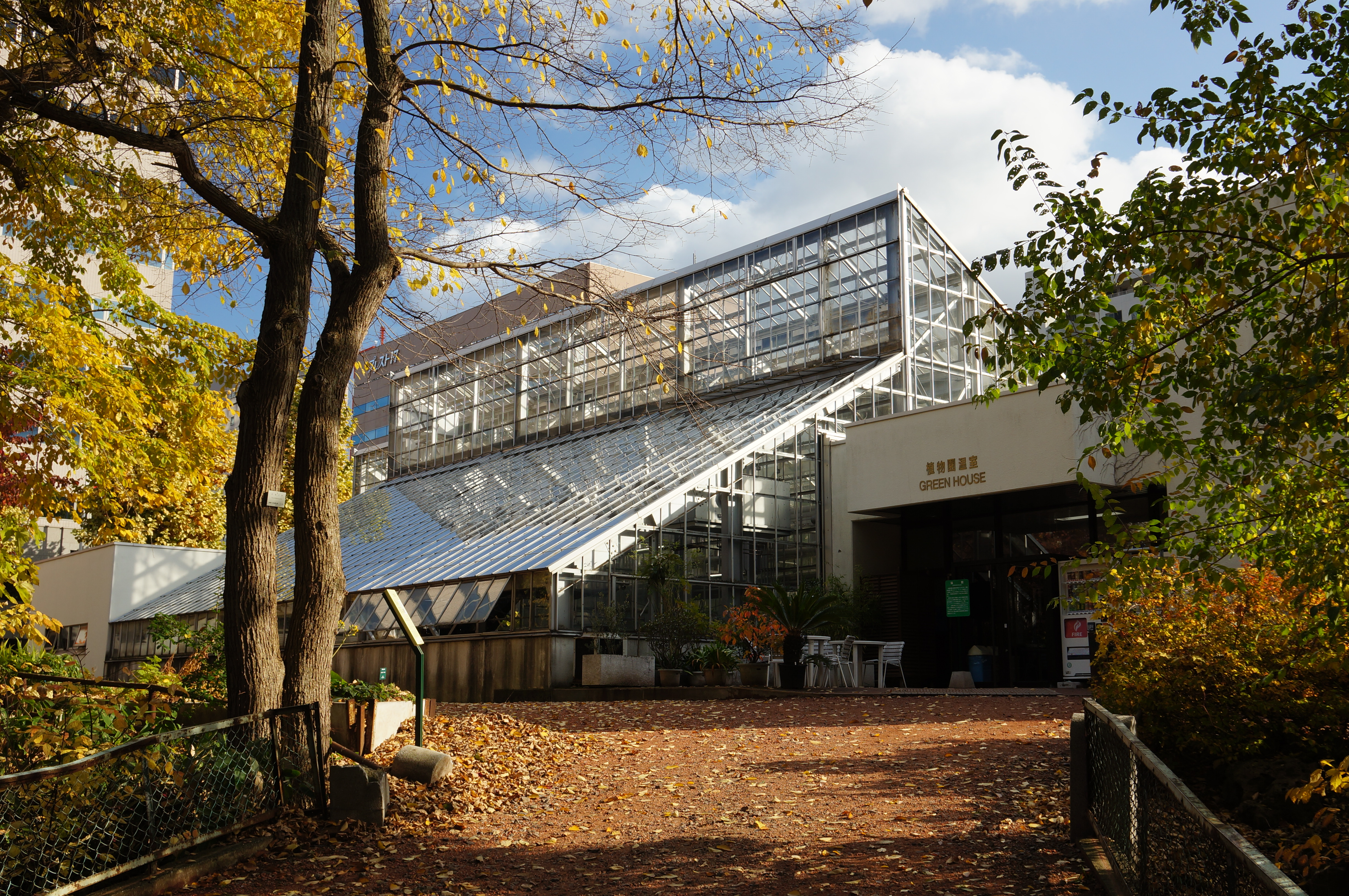
温室
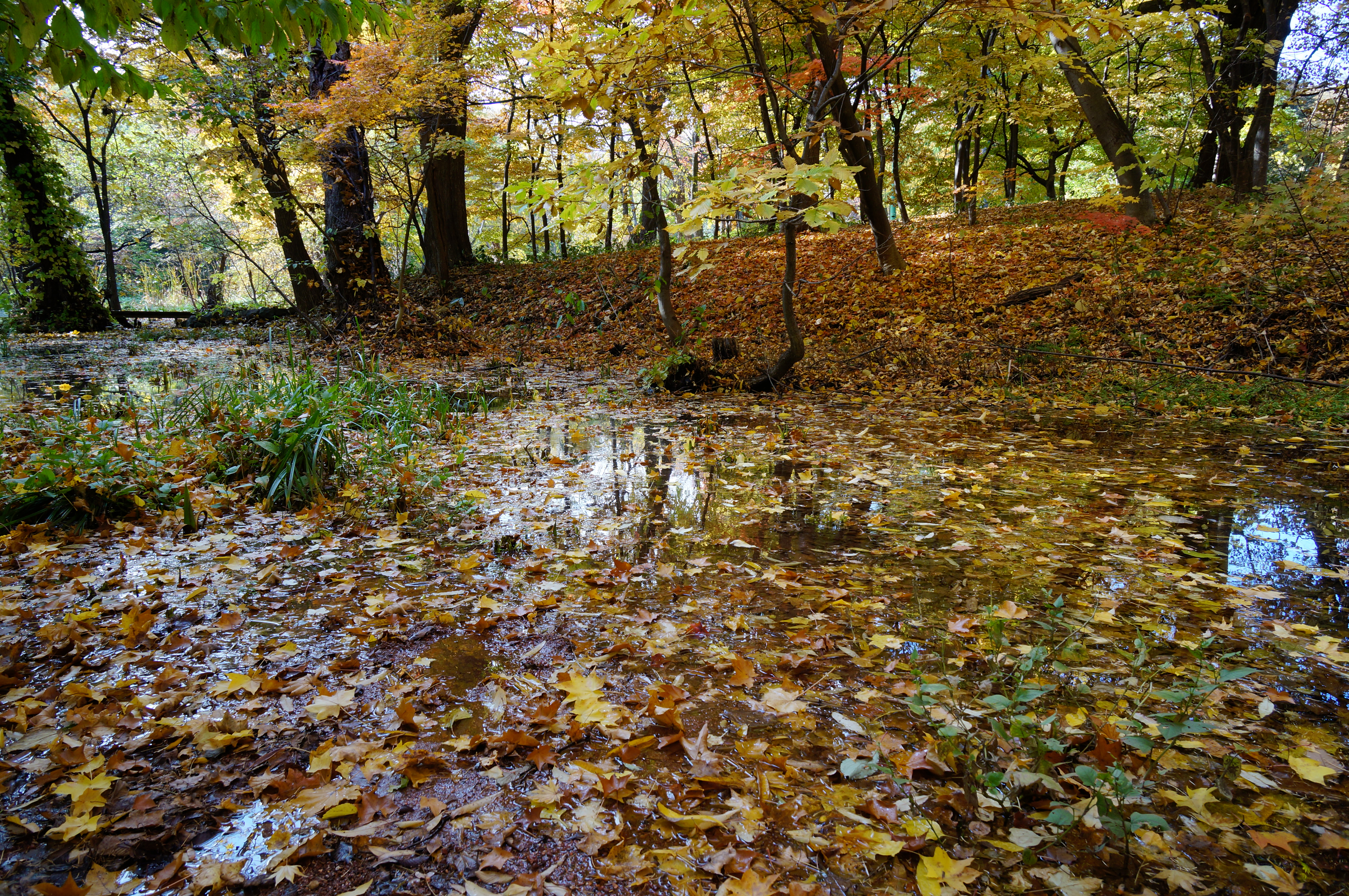
湿生園
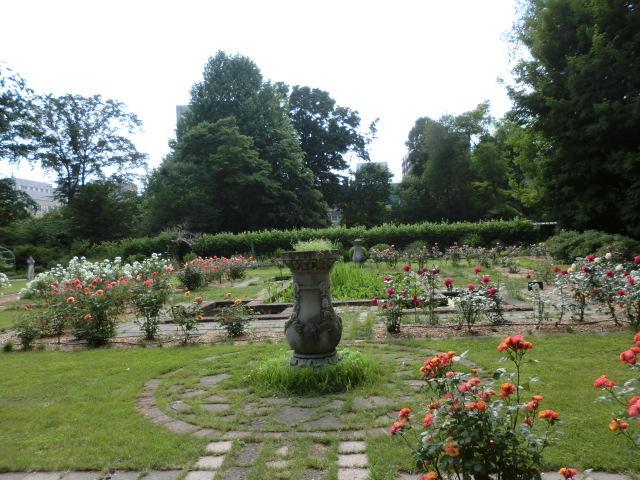

## 立地
市電西8丁目停留場から徒歩5分、札幌駅南口からも地下鉄大通駅からも徒歩10分以内で、交通至便である。札幌市の条・丁による街区ブロックにおいては、南北方向に三条、東西方向に三丁程度のほぼ四角形となる緑豊かなエリアである。
近接する主な施設
- 園の東側
  - かでる2・7
  - HBA本社

- 園の南側
  - 札幌テレビ放送本社